# Alofa Alofa
Alofa Alofa (Auckland, 12 marzo 1991) è un rugbista a 15 australiano di origine samoana-neozelandese, internazionale per Samoa; milita dal 2019 nel Bayonne in Top 14.

## Biografia
Nato ad Auckland, in Nuova Zelanda, Alofa, ultimo di quattro fratelli, crebbe in Australia fin dall'età di quattro anni, in quanto i suoi genitori, entrambi ministri di una chiesa cristiana samoana, si erano ivi trasferiti per il loro ufficio.
La prima esperienza professionale di Alofa fu nel rugby a 13 nei Sydney Roosters, ma nonostante fosse in rosa non debuttò mai in prima squadra.
Nel 2012 passò al 15 nelle file del West Harbour, anch'esso di Sydney.
Nel 2014 entrò nella franchise di Super Rugby degli Waratahs, con cui vinse il torneo, il primo assoluto per la squadra.
A tale data aveva, tuttavia, già firmato un contratto con la squadra francese del La Rochelle a partire dal 2014-15.
Idoneo a giocare sia per la Nuova Zelanda per diritto di nascita che per l'Australia, suo Paese di cittadinanza, ha scelto invece Samoa, Paese d'origine dei suoi genitori, per cui ha debuttato a novembre 2014 contro il Canada.

## Palmarès
- Super Rugby: 1
- : Waratahs: 2014